# Kygo
Kygo, pseudonimo di Kyrre Gørvell-Dahll (Singapore, 11 settembre 1991), è un disc jockey e produttore discografico norvegese.
È il più importante esponente della Tropical house, diventato noto per i suoi remix dei brani Younger di Seinabo Sey, ascoltato più di 62 milioni di volte su YouTube, Sexual Healing di Marvin Gaye e I See Fire di Ed Sheeran.
Kygo ha poi accumulato oltre 2,6 miliardi di visualizzazioni sul suo account della medesima piattaforma ed è l'artista che ha raggiunto 1 miliardo di streaming su Spotify più velocemente nella storia.
Dopo la sua scoperta nel 2014, il cantante dei Coldplay Chris Martin gli ha chiesto di realizzare un remix per il singolo Midnight, che gli ha dato ulteriore notorietà.
Nel 2015 ha firmato un contratto con la Sony Music e ha iniziato così a pubblicare i video dei suoi singoli sul suo canale YouTube. Il primo video caricato fu Firestone con Conrad Sewell che ottenne subito un riscontro positivo e venne certificato Vevo con oltre 600 milioni di visualizzazioni.
Nello stesso anno entra per la prima volta nella prestigiosa classifica Top100 DJs di DJ Magazine alla posizione numero 33. Il suo piazzamento più alto rimane quello del 2017 al numero 24.
Il 13 maggio 2016 è uscito il suo primo album in studio, Cloud Nine, che contiene alcuni dei suoi maggiori successi quali Firestone, Stole the Show e Stay, oltre a vari inediti.
Il 16 febbraio 2017 pubblica il brano It Ain't Me con Selena Gomez, uno dei suoi più grandi successi, il brano è il settimo fra i più ascoltati su Spotify nel 2017, e ha raggiunto oltre 1miliardo di streaming, e oltre 550 milioni di visualizzazioni su YouTube.

## Biografia
Figlio di un dipendente dell'industria navale e di una dentista, Kygo ha due sorelle maggiori e un fratellastro minore, è nato a Singapore, ma è cresciuto a Fana, quartiere periferico di Bergen. Ha cominciato a prendere lezioni di pianoforte all'età di 6 anni fino a che all'età di 18 anni ha deciso, studiando da autodidatta, di cominciare a praticare remix e creare musica house. Dopo il diploma al Fana Gymnas ha trascorso un anno, per rispettare il servizio militare, facendo il vigile del fuoco in una base navale e successivamente si è iscritto alla facoltà di Economia della Heriot-Watt University di Edimburgo che però abbandona dopo essersi reso conto che avrebbe potuto intraprendere una carriera musicale.
Il nome d'arte Kygo proviene dall'username del suo account per accedere a un learning program della sua scuola superiore, corrisponde infatti alle semplici iniziali del suo nome. Sua fonte di ispirazione, negli anni, è stato il DJ Avicii.
Dopo aver totalizzato oltre 80 milioni di visualizzazioni su Youtube e Soundcloud, Kygo è stato contattato sia da Avicii sia da Chris Martin dei Coldplay per creare remix ufficiali di alcune tra le canzoni degli artisti. Kygo ha anche suonato all'apertura di Avicii al Findings Festival di Oslo nell'agosto 2014 e il mese successivo è stato confermato che lo avrebbe sostituito sul palco del Tomorrowland a causa di problemi di salute del DJ svedese. Da qui Kygo ha poi suonato in diversi eventi in Nord America nell'arco del 2015, ottenendo numerosi sold out. Ha poi anche ottenuto di essere intervistato per il Billboard magazine ufficiale.
Nel giugno 2015, Kygo ha avviato una collaborazione col lifestyle brand EDM Electric Family, i ricavi della quale sono donati integralmente a iniziative di prevenzione del cancro al seno. Nello stesso mese, l'artista ha ottenuto un accordo con le etichette Sony International e Ultra Records che avrebbero prodotto i suoi singoli e l'album d'esordio. Nel dicembre 2015 Kygo viene invitato al Nobel Peace Prize Concert diventando il primo musicista di musica elettronica a potersi esibire a questo evento.
Nel 2015 Kygo ha vinto il prestigioso premio norvegese Spellemannprisen (ispirato ai Grammy Awards) sia nella categoria tormentone dell'anno con il brano Stole the Show sia in quella di Spellemann dell'anno.
L'album di esordio di Kygo, Cloud Nine, viene pubblicato il 13 maggio 2016.
In occasione dei Giochi olimpici di Rio 2016 viene invitato a suonare alla cerimonia di chiusura e nello stesso mese annuncia la creazione di una sua linea di abbigliamento.
Il 16 febbraio 2017 esce il singolo It Ain't Me, in collaborazione con Selena Gomez, che anticipa l'uscita del nuovo Stargazing EP dell'artista norvegese.
Il 28 aprile 2017, Kygo collabora con Ellie Goulding per il nuovo singolo, First Time.
Il 15 settembre 2017 esce un suo remix del singolo You're the Best Thing About Me del celeberrimo gruppo rock U2.
Il 3 novembre 2017 esce il suo secondo album intitolato Kids In Love dove vede la presenza di altri featuring importanti, come quelli con OneRepublic e John Newman. L'argomento che fa da filo conduttore tra tutte le canzoni del disco è l'amore.
Il 16 marzo 2018, a pochi mesi dalla pubblicazione del suo secondo album, annuncia l'uscita del singolo Remind Me to Forget, con Miguel.
Nel 2018 usciranno altri due singoli, il primo composto con la rock band Imagine Dragons, Born to Be Yours, il secondo invece in collaborazione con Sandro Cavazza in ricordo dell'amico, collega e fonte di ispirazione Avicii, dal titolo Happy Now.
Nell'ottobre 2018, Kygo e il suo manager, Myles Shear, hanno collaborato con Sony Music Entertainment e hanno lanciato l'etichetta Palm Tree Records. Palm Tree Records intende essere una piattaforma per artisti emergenti.
Il 21 aprile 2019 collabora con la cantante Rita Ora per il nuovo singolo che andrà a comporre la colonna sonora del film Pokémon: Detective Pikachu, Carry On.
Il 23 maggio 2019 pubblica "Not OK" con la cantante americana Chelsea Cutler.
Il 14 giugno 2019 ha pubblicato la sua prima canzone in lingua norvegese, con i rapper di Bergen Store P e Lars Vaular intitolata "Kem kan eg ringe".
Il 28 giugno 2019, Kygo ha remixato una cover di Whitney Houston, di cui l'originale versione è di Steve Winwood, "Higher Love". Il 21 agosto 2019 "Higher Love" raggiunge la posizione n. 1 nella classifica dei Dance Club Songs della rivista Billboard, rendendo la pubblicazione postuma più popolare di Houston fino ad oggi.
Il 6 dicembre 2019 collabora con i The Chainsmokers su un brano chiamato "Family".
Il 20 gennaio 2020, tramite i suoi social, Kygo ha presentato un brano inedito di Avicii noto come "Forever Yours". Questo brano è stato suonato per la prima volta da Avicii all'Ultra Music Festival 2016, tuttavia, non è mai stato completato durante la sua vita. Kygo ha dunque creato una nuova versione rivisitata, con suoni più tropicali (tipici del suo genere musicale) e ha inviato la traccia a Sandro Cavazza, suo collega e collaboratore. La famiglia di Avicii ha dato il consenso di pubblicare il brano il quale è stato rilasciato il 24 gennaio 2020. Tutti i fondi del brano sono stati devoluti alla "Tim Bergling Foundation".
Il 23 marzo 2020 Kygo ha annunciato, tramite i suoi social media, di aver completato il suo terzo album intitolato Golden Hour. Il primo singolo Like It Is, nel quale collaborano Zara Larsson e Tyga, è stato rilasciato il 27 marzo 2020.
Il 2 aprile 2020 ha pubblicato "I'll Wait" con Sasha Sloan. Il giorno successivo è stato pubblicato un video musicale con la coppia americana Rob Gronkowski e Camille Kostek nella vita reale contenente filmati personali della loro vita insieme. Il 16 aprile 2020, Kygo ha collaborato con il cantante marocchino-inglese Zak Abel su un brano intitolato "Freedom".
L'11 maggio 2020, Kygo ha annunciato ufficialmente la tracklist dell'album Golden Hour. Il 15 maggio 2020, ha pubblicato un brano con i OneRepublic intitolato Lose Somebody, insieme al pre-order dell'album, uscito il 29 maggio 2020.
Nel 2021 l'artista pubblica diversi singoli, collaborando fra gli altri con Zoe Wees in Love Me Now e con gli X Ambassadors in Undeniable. Nel 2022 collabora con il gruppo DNCE nel singolo Dancing Feet, occasione in cui il gruppo si riunisce dopo una pausa di tre anni.

## Discografia
- 2016 – Cloud Nine
- 2017 – Kids in Love
- 2020 – Golden Hour
- 2022 – Thrill of the Chase
- 2024 – Kygo

## Remix
| Anno | Titolo                         | Artista originale                |
| ---- | ------------------------------ | -------------------------------- |
| 2013 | Stay                           | Rihanna feat. Mikky Ekko         |
| 2013 | The Willhelm Scream            | James Blake                      |
| 2013 | Limit to Your Love             | James Blake                      |
| 2013 | Let Her Go                     | Passenger                        |
| 2013 | Brother                        | Matt Corby                       |
| 2013 | Resolution                     | Matt Corby                       |
| 2013 | Caravan                        | Passenger                        |
| 2013 | Jolene                         | Dolly Parton                     |
| 2013 | Angels                         | The xx                           |
| 2013 | No Diggity vs. Thrift Shop     | Ed Sheeran e Passenger           |
| 2013 | Cant Afford It All             | Jakubi                           |
| 2013 | Electric Feel                  | Henry Green                      |
| 2013 | Dancer                         | Thulin                           |
| 2013 | High for This                  | Ellie Goulding                   |
| 2013 | I See Fire                     | Ed Sheeran                       |
| 2014 | Younger                        | Seinabo Sey                      |
| 2014 | Cut Your Teeth                 | Kyla La Grange                   |
| 2014 | Miami 82                       | Syn Cole                         |
| 2014 | Wait                           | M83                              |
| 2014 | Shine                          | Benjamin Francis Leftwich        |
| 2014 | Midnight                       | Coldplay                         |
| 2014 | Dirty Paws                     | Of Monsters and Men              |
| 2014 | Often                          | The Weeknd                       |
| 2015 | Take on Me                     | A-ha                             |
| 2015 | Sexual Healing                 | Marvin Gaye                      |
| 2016 | Starboy                        | The Weeknd                       |
| 2017 | Tired                          | Alan Walker ft. Gavin James      |
| 2017 | You're the Best Thing About Me | U2                               |
| 2019 | Higher Love                    | Whitney Houston                  |
| 2020 | What's Love Got To Do With It  | Tina Turner                      |
| 2020 | Hot Stuff                      | Donna Summer                     |
| 2022 | Let Somebody Go                | Coldplay ft. Selena Gomez        |
| 2023 | Say Say Say                    | Paul McCartney & Michael Jackson |